# Резолюция Совета Безопасности ООН 808
Резолюция Совета Безопасности ООН 808 — документ, принятый на заседании Совета Безопасности Организации Объединенных Наций 22 февраля 1993 года, который рекомендовал к учреждению Международный трибунал по бывшей Югославии.

## Предыстория
Впервые создать международный трибунал для лиц, которые предположительно несут ответственность за военные преступления на территории Югославии, предложил в мае 1991 года хорватский журналист Мирко Кларин, опубликовав статью под названием «Нюрнберг сейчас». В своей статье, он заявил, что создание третьего после Нюрнбергского и Токийского международного трибунала, позволило бы «предотвратить много бед».
В октябре 1992 года Совет Безопасности ООН учредил комиссию, занимавшаяся расследованием возможных нарушений международного гуманитарного права на территории бывшей Югославии.

## Голосование
На заседании помимо постоянных членов Совета Безопасности (России, Китая, Франции, США и Великобритании) присутствовали также Бразилия, Кабо-Верде, Марокко, Джибути, Венгрия, Япония, Новая Зеландия, Пакистан, Венесуэла. 
Заседание открылось в 11:00 под председательством представителя Марокко при ООН Ахмеда Снусси.
Резолюция была принята единогласно, заседание продлилось до 12:55.

## Резолюция
Согласно резолюции, генеральный секретарь ООН (Бутрос Бутрос-Гали) должен в самые кратчайшие сроки (желательно не позднее 60 дней) предоставить доклад с разъяснениями по решению вопроса об учреждении МТБЮ.
Также, согласно ей вопрос должен активно рассматриваться дальше.

## Дальнейшие события
Уже через несколько месяцев после принятия 808 резолюции, Совет Безопасности ООН окончательно учредил МТБЮ. 
25 мая 1993 единогласно была принята резолюция № 827. Данный документ создал трибунал и утвердил его устав.
Первый судебный процесс (по делу Душко Тадича) начался в июле 1996 года.